# Camino largo a Tijuana
El camino largo a Tijuana es una pel·lícula mexicana, va ser la primera pel·lícula dirigida per Luis Estrada Rodríguez en 1989. Va ser produïda per Luis Estrada, Emmanuel Lubezki i Alfonso Cuarón.

## Sinopsi
La pel·lícula relata la història de Juan, un home de 40 anys que viu i ven autoparts en un tiradero de cotxes. Juan es relaciona amb Lila, una jove drogoaddicta qui és perseguida per un parell de distribuïdors de drogues els qui volen segrestar-la per a cobrar recompensa. Juan l'allibera i elimina als distribuïdors per a després poder-la desintoxicar i emprendre el llarg viatge a Tijuana.

## Repartiment
- Pedro Armendáriz, Jr. - Juan
- Ofelia Medina - Rita
- Carmen Salinas - nana
- Alfonso Cuarón - Chino
- Daniel Jiménez Cacho - Tubo
- Jaime Keller - Gas
- José Carlos Rodríguez - Fogonero
- Julián Pastor - Dealer
- Patricia Pereyra - Lila
- Abel Woolrich

## Producció
Aquesta pel·lícula va ser produïda per l'Instituto Mexicano de Cinematografía (IMCINE).

## Crítica
Va rebre àmplia crítica, des d'indignació per la temàtica fins a ser criticada per l'estil i temes manejats en les pel·lícules dels Estats Units.